# أولاد عمران (مجي)
أولاد عمران هي إحدى مشيخات المملكة المغربية، تتبع جغرافيا لإقليم الصويرة وإداريًا لمجي. يقدر عدد سكانها بـ 14919 نسمة حسب الإحصاء الرسمي للسكان والسكنى لسنة 2004.